# 禹相赫
禹相赫（韩语： Woo Sanghyeok，1996年4月23日—）来自大田广域市，是一名韩国男子田径运动员，主攻跳高，曾就读于數碼首爾文化藝術大學。他在小学四年级时加入学校的田径队，他原先练习的是赛跑，但成绩并不理想，后来在教练的建议下，他改练习跳高。他曾在小学二年级时遭遇一场交通事故，该事故导致他的右脚比左脚短5毫米，左右脚长短的不同不利于他身体的平衡。

## 综艺节目
- 2025年：tvN《Handsome Guys》